# 城下トンネル
城下トンネル（しろおりトンネル）は、群馬県桐生市にあるトンネルである。鉄道用と道路用とがある。

## 概要
桐生市北部の黒保根地区にあり、黒保根町宿廻と黒保根町下田沢を結んでいる。
わたらせ渓谷鐵道の城下トンネルは、川口川に架かる城下橋梁とともに国の登録有形文化財となっている。
国道122号の城下トンネルは、交通事故が多発したため、旧黒保根村の元村長田沼新平によって、トンネルの近くに供養塔が建てられている。なお、トンネルの脇には旧道がある。